# Ртутьтримагний
Ртутьтримагний — бинарное неорганическое соединение
магния и ртути
с формулой Mg3Hg,
кристаллы.

## Получение
- Сплавление стехиометрических количеств чистых веществ в инертной атмосфере:

{\displaystyle {\mathsf {3Mg+Hg\ {\xrightarrow {508^{o}C}}\ Mg_{3}Hg}}}

## Физические свойства
Ртутьтримагний образует кристаллы
гексагональной сингонии,
пространственная группа P 63/mmc,
параметры ячейки a = 0,4868 нм, c = 0,8656 нм, Z = 2,
структура типа арсенида тринатрия Na3As
.
Соединение образуется по перитектической реакции при температуре 508 °C .
В соединении происходит переход в сверхпроводящее состояние при температуре 0,16÷4 К .